# Czimedijn Sajchanbileg
Czimedijn Sajchanbileg (mong. Чимэдийн Сайханбилэг; ur. 20 stycznia 1969 w Czojbalsan, ajmak wschodni) – mongolski polityk i prawnik, poseł do mongolskiego parlamentu, 28. premier Mongolii w latach 2014–2016. Polityk Partii Demokratycznej.

## Życiorys

### Młodość i wykształcenie
W 1986 ukończył liceum w Ułan Bator, a następnie w 1991 studia historyczne na RGGU w Moskwie i prawnicze – w 1995 na Państwowym Uniwersytecie Mongolskim w Ułan Bator, a następnie oraz w 2002 na George Washington University w Waszyngtonie.
Przez kilka lat pracował jako prawnik.

### Działalność polityczna
Od początku kariery społecznej i politycznej związany z Mongolską Federacją Młodych – był jej sekretarzem w latach 1991–1997, a następnie przewodniczącym w latach 1997–2002 oraz z do Partią Demokratyczną.
W 1996 dostał się do Wielkiego Churału Państwowego jako poseł Koalicji Demokratycznej, mandat sprawował do 2000 roku. W latach 1998–2000, w rządach kilku premierów Koalicji, pełnił funkcję ministra edukacji.
W 2008 ponownie dostał się do parlamentu z okręgu Nalajch (dzielnica Ułan Bator), w kolejnych wyborach obronił mandat.
W latach 2008–2012 był szefem klubu parlamentarnego Partii Demokratycznej. Od 2012 do listopada 2014 pełnił funkcję ministra – szefa urzędu rady ministrów w rządzie premiera Norowyna Altanchujaga.
21 listopada 2014 prezydent Cachiagijn Elbegdordż desygnował Sajchanbilega na stanowisko szefa rządu. Zastępując Norowyna Altanchujaga, Czimedijn Sajchanbileg został 28. premierem w historii Mongolii. Przewodzi rządowi Wielkiej Koalicji – wspierają go wszystkie cztery partie obecne w mongolskim parlamencie, czyli dotychczasowa koalicja: Partia Demokratyczna, Koalicja Sprawiedliwości i Obywatelska Wola-Partia Zielonych oraz dotychczas opozycyjna Mongolska Partia Ludowa. Głównym zadaniem nowego koalicyjnego rządu jest walka z recesją gospodarczą.

## Życie prywatne
Jest żonaty i ma dzieci.
Posługuje się rosyjskim i angielskim.